# Willy Kierulff
Willy Arnold Kierulff (født 9. marts 1900 i København, død 4. juni 1944 i Ordrup) var en dansk komponist og kapelmester, der i sin samtid var en af de flittigste indenfor populærmusik og revysange. Blandt hans mest kendte er nok "Ih, hvor er det kommunalt", der blev fremført af Valdemar Schiøler Linck i sommerrevyen i 1936 på Fønix Teatret.
Efter studentereksamen i 1918 blev Willy Kierulff uddannet pianist og kom hurtigt ind i storbyens teaterliv. Han virkede som pianist ved en række revyteatre og var gennem mere end 20 år tilknyttet Sønderbros Teater, Over Stalden, Fønix-Teatret og Cirkusrevyen på Dyrehavsbakken som komponist, kapelmester eller begge dele. Fra 1928 til 1930 var han direktør for Over Stalden. Flere af hans værker blev populære, og han blev også benyttet som komponist i tonefilm. Han skrev musikken til Alice O'Fredericks' Der var engang en vicevært fra 1937, hvori Osvald Helmuth havde hovedrollen. Også musikken til En fuldendt gentleman var komponeret af Kierulff. Under 2. verdenskrig skrev han slageren "Man kan ikke rationere kærligheden" med reference til krigens rationering. 
Privat var han fra 1934 gift med skuespillerinden Oda Amalie Ottilie Brochhorst, men parret blev senere skilt.
Willy Kierulff er begravet på Gentofte Kirkegård.